# Emirates Invitational 7s 2021
El Seven de Dubái del 2021 fue la primera edición del torneo de rugby 7 organizado por la United Arab Emirates Rugby Federation y auspiciado por World Rugby.
Se disputó entre el 2 y 3 de abril en las instalaciones del The Sevens Stadium de Dubái, Emiratos Árabes Unidos.
El torneo se disputó con la finalidad de retomar la acción de los seleccionados y servir como preparación para los Juegos Olímpicos de Tokio.

## Equipos participantes
- Argentina
- Canadá
- Chile
- España
- Francia
- Japón
- Kenia
- Uganda

## Resultados

### Grupo Rojo
| Pos. | Equipo    | Encuentros | Encuentros | Encuentros | Encuentros | Tantos  | Tantos    | Tantos     | Puntos |
| Pos. | Equipo    | jugados    | ganados    | empatados  | perdidos   | a favor | en contra | diferencia | Puntos |
| ---- | --------- | ---------- | ---------- | ---------- | ---------- | ------- | --------- | ---------- | ------ |
| 1    | Argentina | 3          | 3          | 0          | 0          | 95      | 42        | +53        | 9      |
| 2    | Canadá    | 3          | 2          | 0          | 1          | 99      | 52        | +47        | 6      |
| 3    | Japón     | 3          | 1          | 0          | 2          | 54      | 88        | -34        | 3      |
| 4    | Uganda    | 3          | 0          | 0          | 3          | 31      | 97        | -66        | 0      |

Nota: Se otorgan 3 puntos al equipo que gane un partido, 1 al que empate y 0 al que pierda
| 2 de abril | Japón | 21 - 45 | Canadá |  |  |

| 2 de abril | Argentina | 38 - 14 | Uganda |  |  |

| 2 de abril | Japón | 14 - 31 | Argentina |  |  |

| 2 de abril | Canadá | 40 - 5 | Uganda |  |  |

| 2 de abril | Japón | 19 - 12 | Uganda |  |  |

| 2 de abril | Canadá | 14 - 26 | Argentina |  |  |

### Grupo Azul
| Pos. | Equipo  | Encuentros | Encuentros | Encuentros | Encuentros | Tantos  | Tantos    | Tantos     | Puntos |
| Pos. | Equipo  | jugados    | ganados    | empatados  | perdidos   | a favor | en contra | diferencia | Puntos |
| ---- | ------- | ---------- | ---------- | ---------- | ---------- | ------- | --------- | ---------- | ------ |
| 1    | Francia | 3          | 2          | 1          | 0          | 78      | 41        | +37        | 7      |
| 2    | España  | 3          | 2          | 0          | 1          | 51      | 47        | +4         | 6      |
| 3    | Kenia   | 3          | 1          | 1          | 1          | 72      | 41        | +31        | 4      |
| 4    | Chile   | 3          | 0          | 0          | 3          | 24      | 96        | -72        | 0      |

Nota: Se otorgan 3 puntos al equipo que gane un partido, 1 al que empate y 0 al que pierda
| 2 de abril | Francia | 21 - 17 | España |  |  |

| 2 de abril | Kenia | 39 - 7 | Chile |  |  |

| 2 de abril | Francia | 19 - 19 | Kenia |  |  |

| 2 de abril | España | 19 - 12 | Chile |  |  |

| 2 de abril | Francia | 38 - 5 | Chile |  |  |

| 2 de abril | España | 15 - 14 | Kenia |  |  |

## Fase Final

### Cuartos de final
| 3 de abril | Argentina | 19 - 7 | Chile |  |  |

| 3 de abril | Japón | 15 - 12 | España |  |  |

| 3 de abril | Canadá | 19 - 21 | Kenia |  |  |

| 3 de abril | Uganda | 7 - 45 | Francia |  |  |

### Copa de plata
| 3 de abril | Chile | 22 - 17 | España |  |  |

| 3 de abril | Canadá | 38 - 7 | Uganda |  |  |

### Copa de oro
| 3 de abril | Argentina | 24 - 5 | Japón |  |  |

| 3 de abril | Kenia | 5- 17 | Francia |  |  |

### Definición 7° puesto
| 3 de abril | España | 19 - 24 | Uganda |  |  |

### Final Copa de plata 5° puesto
| 3 de abril | Chile | 14 - 31 | Canadá |  |  |

### Definición 3° puesto
| 3 de abril | Japón | 14 - 31 | Kenia |  |  |

### Final Copa de oro
| 3 de abril | Argentina | 19 - 7 | Francia |  |  |

| Bandera de Argentina |
| Campeón Argentina    |
| Primer título        |